# کاپیتول ایالت ویسکانسین

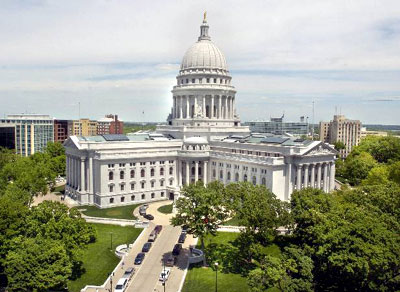

ساختمان پایتخت ایالت ویسکانسین (Wisconsin State Capitol) بنایی است که شاخه مقننه دولت ویسکانسین در آن قرار دارد.
معمار بنا George B. Post بوده و در سال ۱۹۰۶ به شیوه بوزار ساخته گردید و در مدیسون، ویسکانسین قرار دارد.
این بنای تاریخی هم خانه مجلس ایالت است و هم دفتر فرمانداری و هم دیوان عالی ایالت.

## نگارخانه

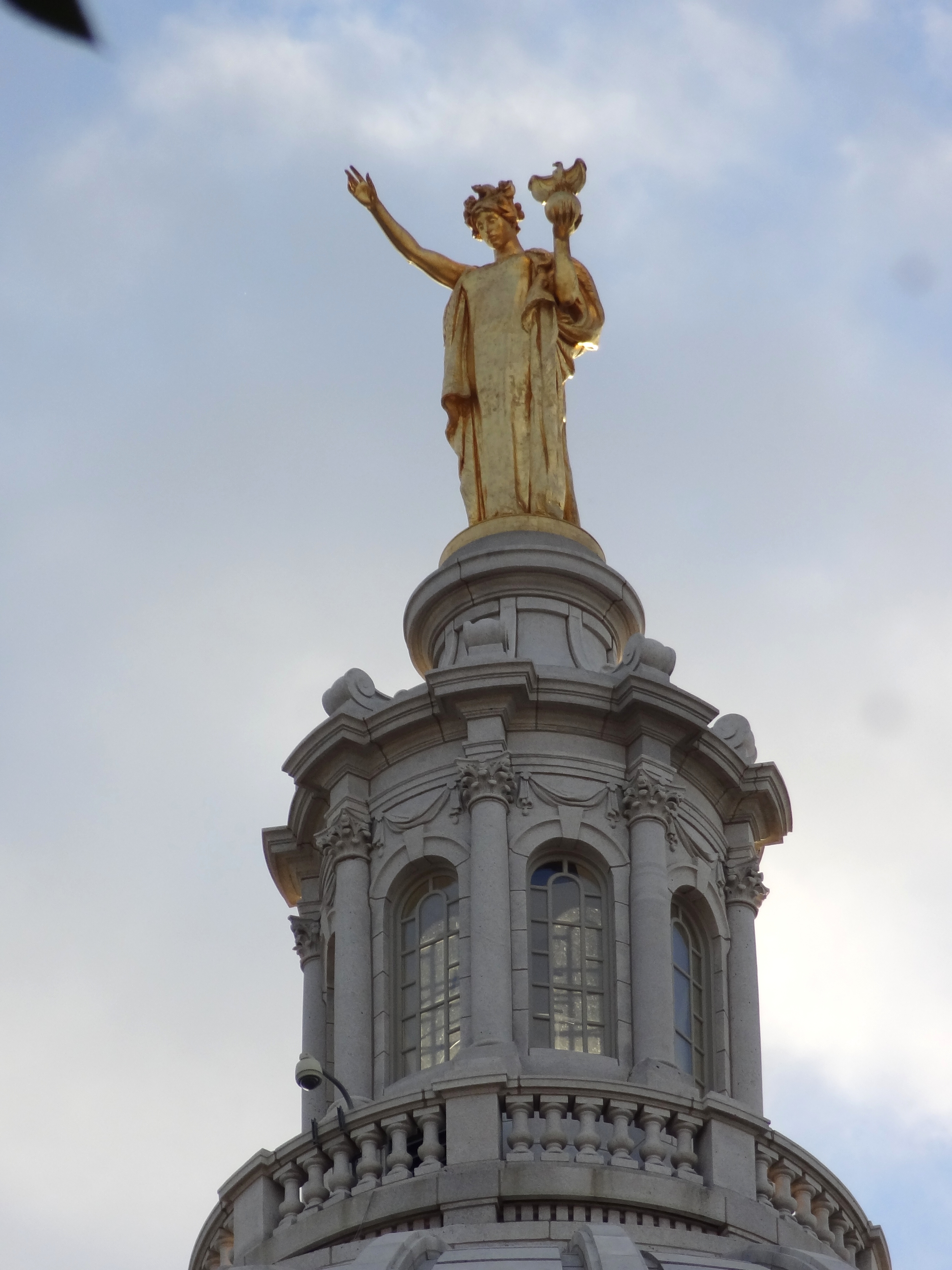
بانوی ویسکانسین
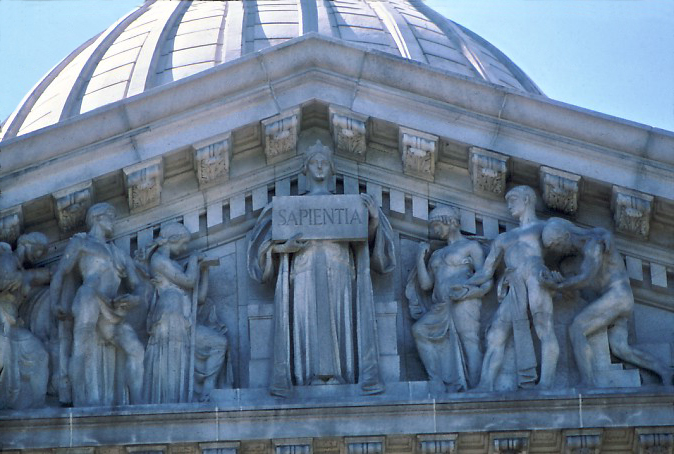
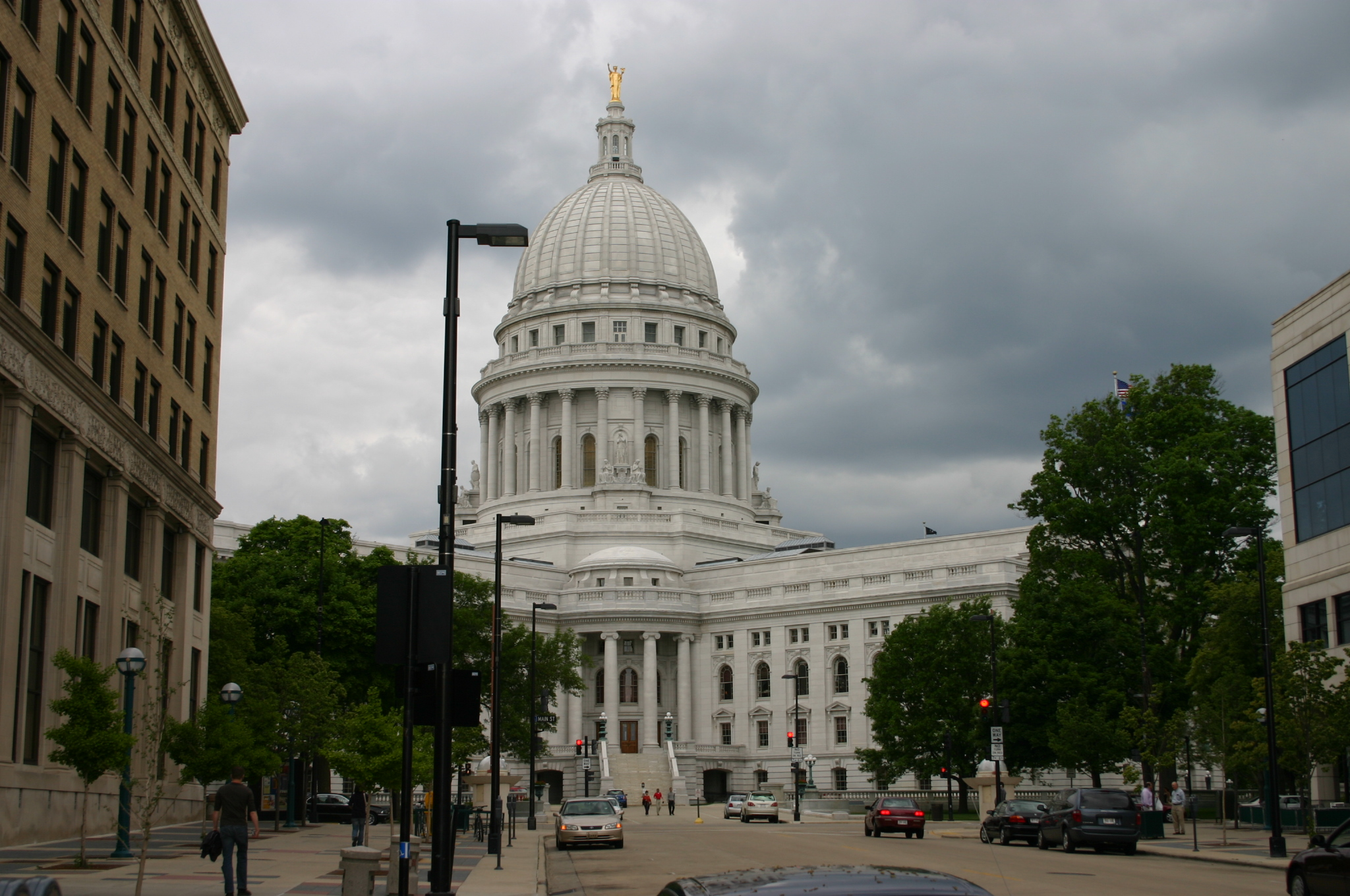
موقعیت در شهر
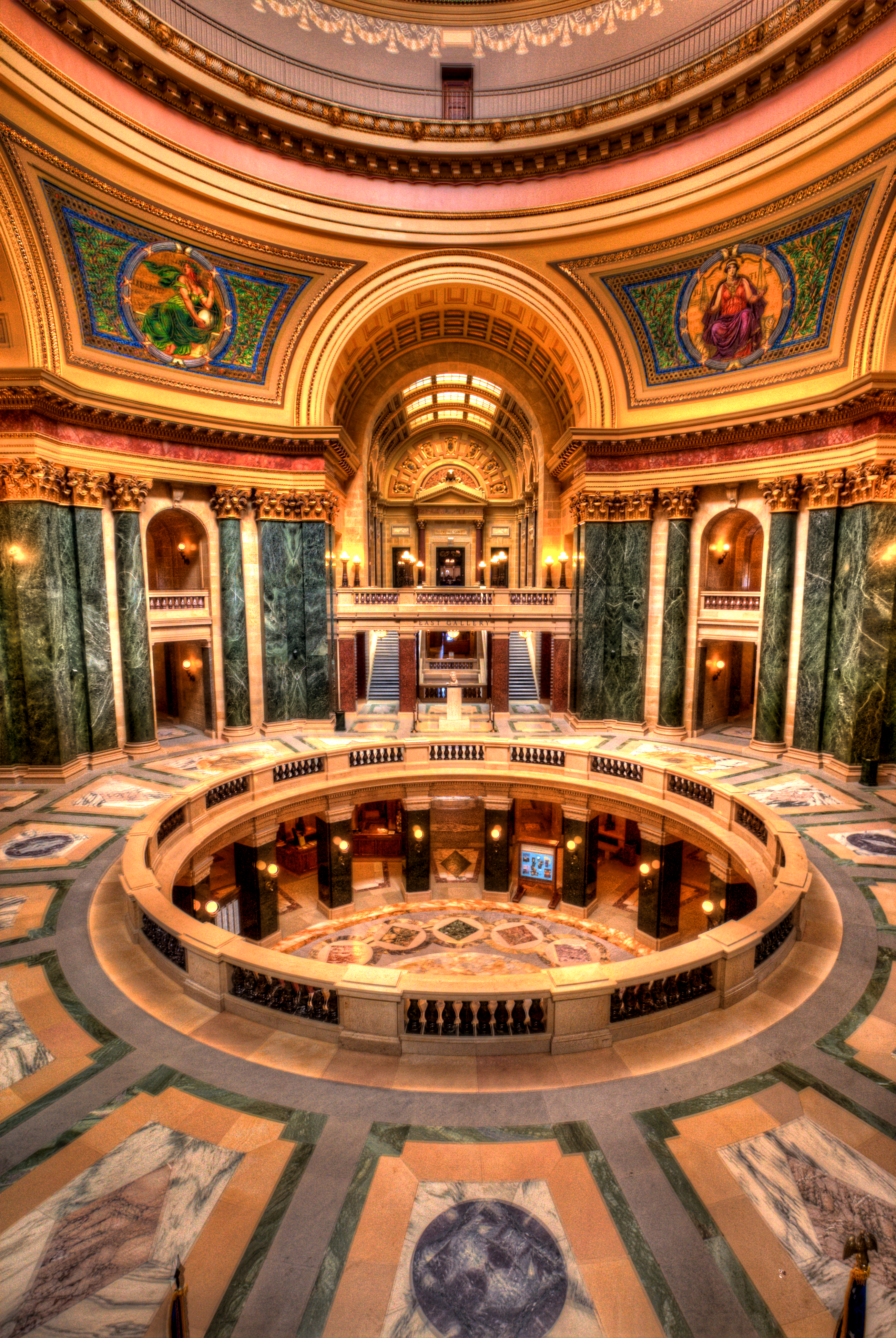
نمای داخل
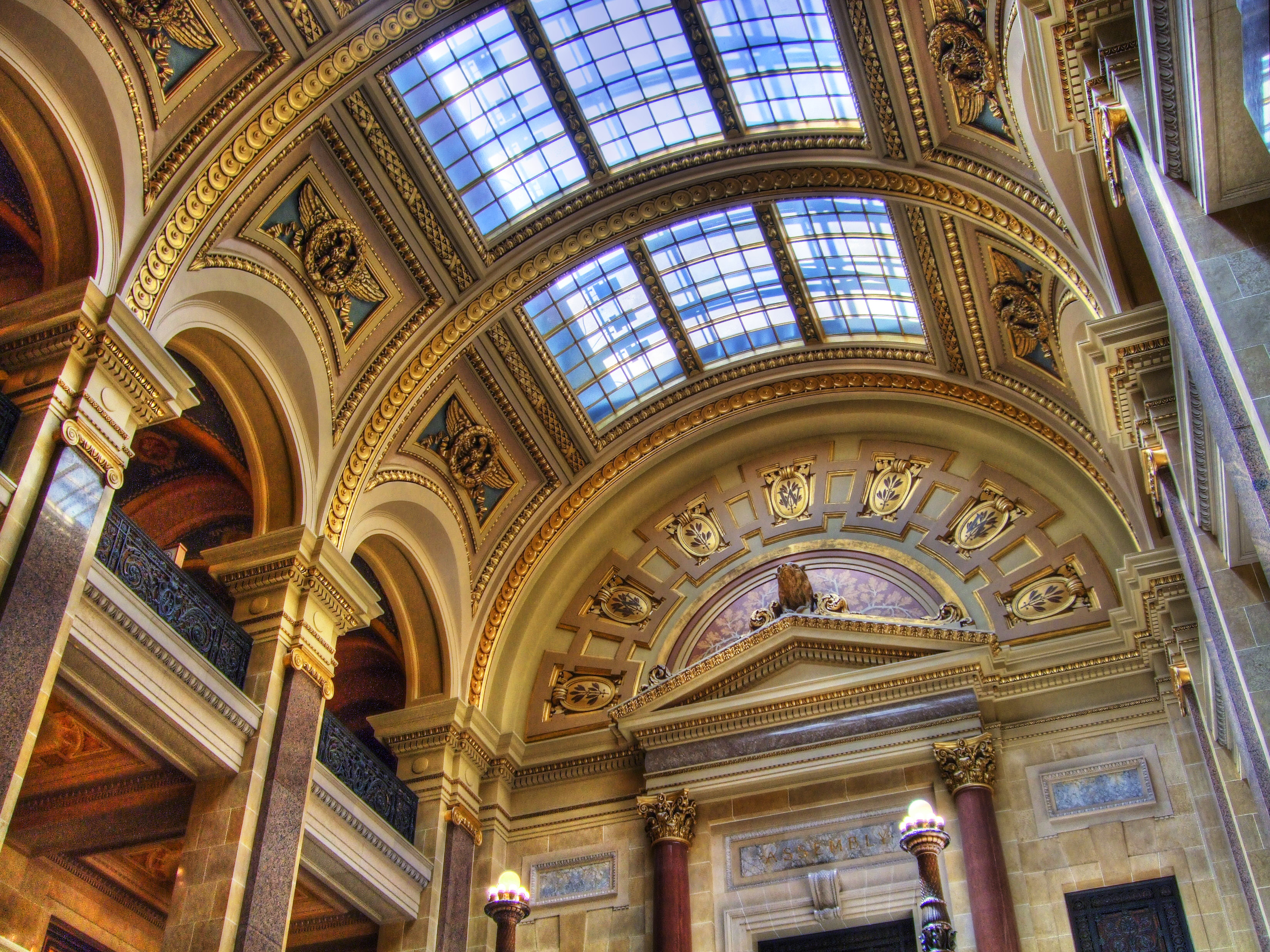
فضای داخل
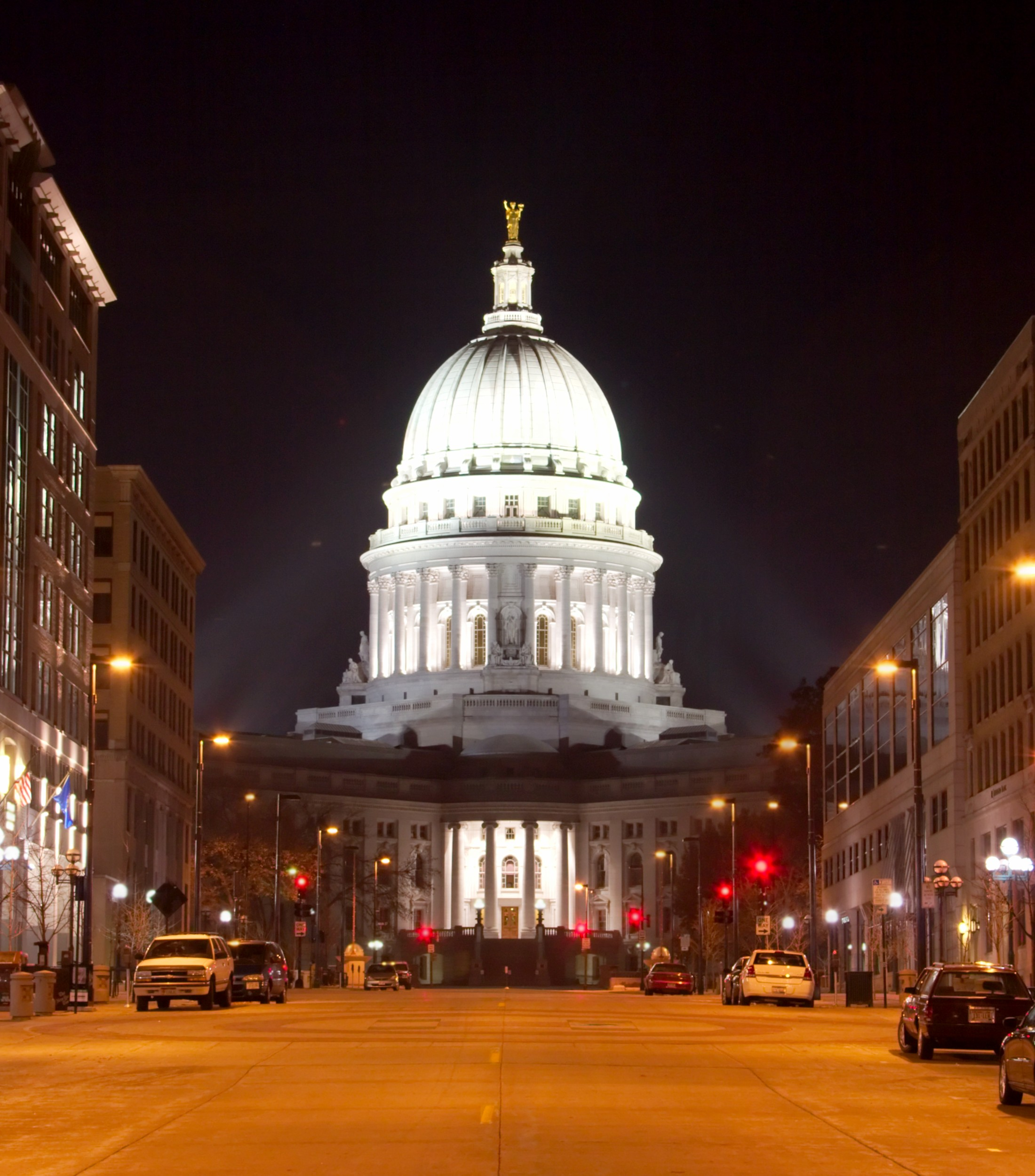
در شب
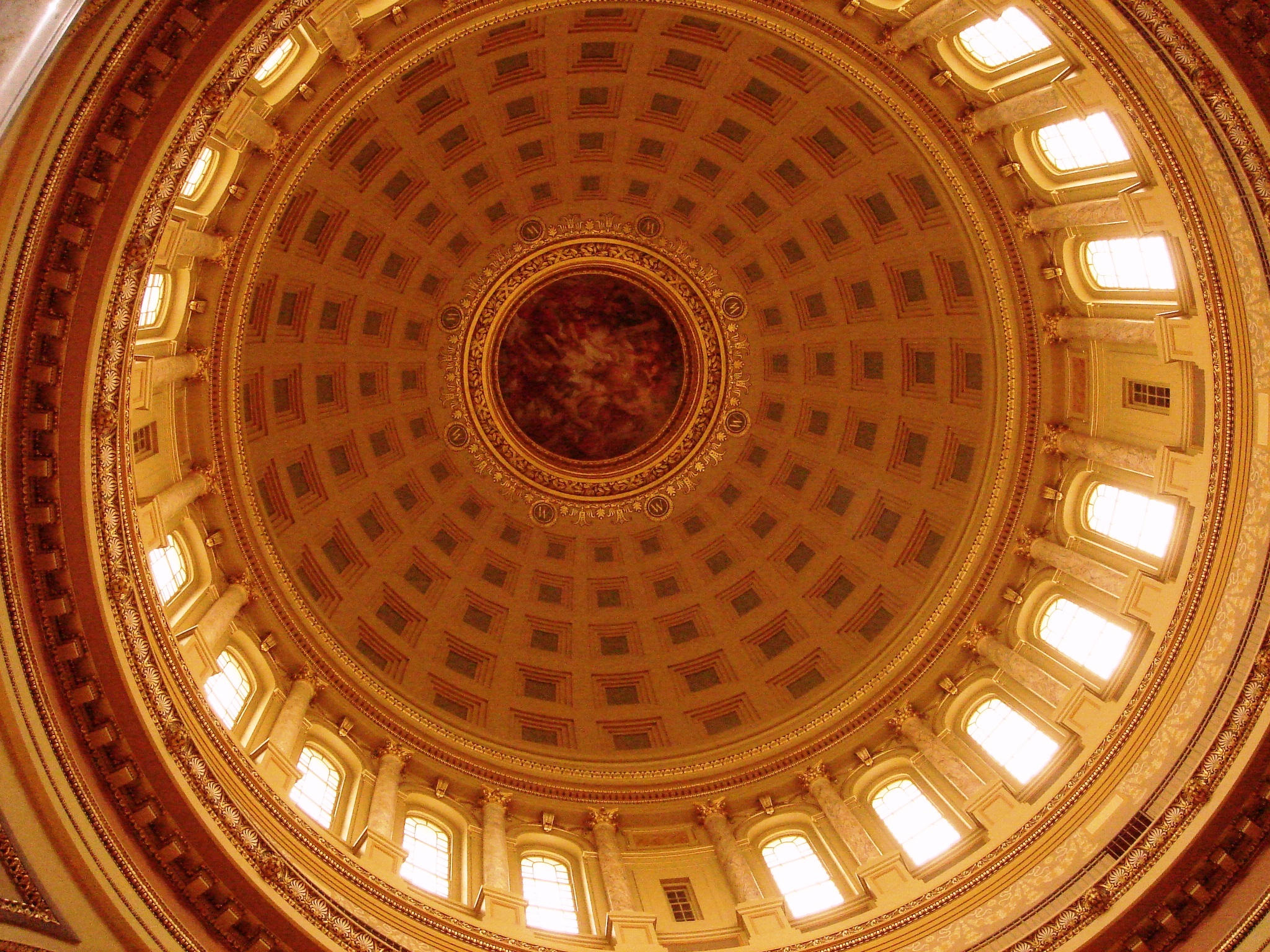
گنبد از داخل
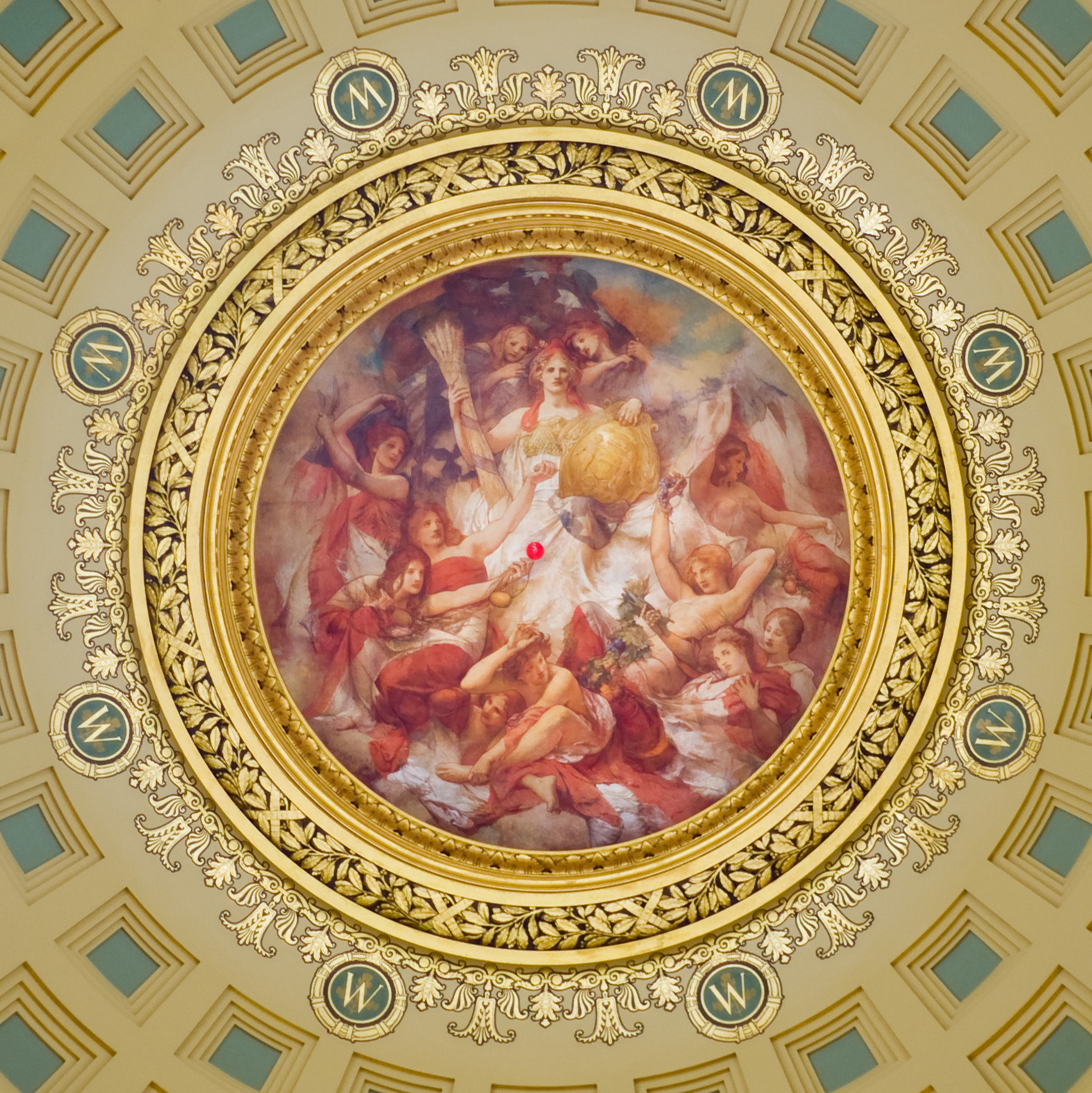
مرکز گنبد از داخل
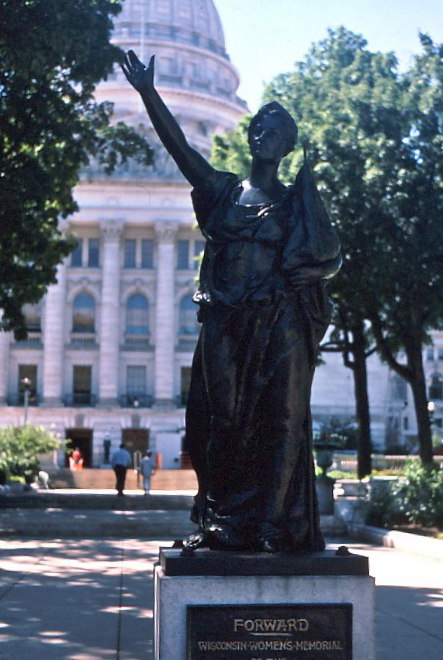